# FC Barcelona Atlètic
FC Barcelona Atlètic – drugi zespół katalońskiego klubu FC Barcelona, w którym występują najzdolniejsi adepci szkółki, stanowiący zaplecze pierwszej drużyny. 
W Barcelonie B grało wiele czołowych graczy, którzy dzięki tej drużynie wybili się do światowej czołówki. W zespole grali m.in.: Pedro Rodríguez, Xavi, Andrés Iniesta, Lionel Messi, José Reina, Sergio Busquets oraz wiele wiele innych dzisiejszych gwiazd futbolu. Klub aktualnie występuje w Primera División RFEF. Do byłych szkoleniowców drużyny należą m.in.: Josep Guardiola, Juande Ramos, Luis Enrique, Eusebio Sacristán oraz Gerard López. 
Drużyna rozgrywa domowe mecze na Estadi Johan Cruyff.

## Historia
Drużyna rezerw oficjalnie powstała w 1990 roku, jednak jej istnienie zostało udokumentowane już w latach trzydziestych. Zespół nosił wiele nazw, zanim został nazwany FC Barceloną B.

### CD España Industrial
Klub został założony 1 stycznia 1934 roku jako Societat Esportiva Industrial Espanya, a więc trzydzieści pięć lat po powstaniu pierwszej drużyny Barcelony. Na koszulkach klubowych były pionowe niebieskie oraz białe pasy. Pierwszym właścicielem klubu był Josep Antoni de Alberta, który w 1943 roku sprawował urząd prezydenta klubu, i zmienił nazwę jego rezerw na Club Deportivo España Industrial (przekształcił nazwę z języka katalońskiego na hiszpański). Najpierw drużyna grała w ligach regionalnych. W 1950 roku awansowała do Tercera División, a dwa lata później do drugiej ligi – Segunda División. Po sezonie klub zajął drugie miejsce w tabeli, dające szansę na grę w Primera División, jednak już była tam obecna pierwsza drużyna klubu.

### CD Condal
W 1956 roku CD España Industrial stał się niezależny politycznie od Hiszpanii i zmienił nazwę na Club Deportivo Condal. Zmiana także dotyczyła koszulek – niebieskie z dwoma białymi, poziomymi pasami. Klub ku zdziwieniu działaczy innych klubów wszedł do Primera División, lecz po sezonie hiszpańska federacja piłki nożnej zdecydowała się zdegradować klub do drugiej ligi zgodnie z obowiązującymi prawami. Dwanaście lat później Condal ponownie przyłączył się do Blaugrany i zmienił stroje piłkarskie na bordowo – granatowe, z którymi gra do dziś.

### Athletic Barcelona
W 1970 roku, Agusti Montal i Galobart, który był w tym czasie prezydentem klubu zmienił nazwę CD Condal na Athletic Barcelona przyłączając Athletic Catalunya. Zaś Athletic Catalunya powstało pięć lat wcześniej z połączenia juniorskich klubów: UE Catalunya de Les Corts założonego w 1918 roku jako Catalunya Sporting Club i CD Fabra Coats założonego w 1926 roku. Dziewięć lat później zmieniono nazwę ostatecznie na FC Barcelona B. 31 maja 2022 roku, Barcelona ogłosiła, że w sezonie 2022/2023 drużyna rezerw powróci do nazwy FC Barcelona Atlètic i od tego czasu rozgrywa mecze pod tą nazwą.

## Sezon po sezonie
| Sezon   | Poziom | Liga       | Miejsce |
| ------- | ------ | ---------- | ------- |
| 1970–71 | 3      | 3ª         | 4       |
| 1971–72 | 3      | 3ª         | 19      |
| 1972–73 | 4      | Regionalne | 1       |
| 1973–74 | 3      | 3ª         | 1       |
| 1974–75 | 2      | 2ª         | 10      |
| 1975–76 | 2      | 2ª         | 6       |
| 1976–77 | 2      | 2ª         | 20      |
| 1977–78 | 3      | 2ª B       | 5       |
| 1978–79 | 3      | 2ª B       | 4       |
| 1979–80 | 3      | 2ª B       | 14      |
| 1980–81 | 3      | 2ª B       | 3       |
| 1981–82 | 3      | 2ª B       | 1       |
| 1982–83 | 2      | 2ª         | 11      |
| 1983–84 | 2      | 2ª         | 7       |
| 1984–85 | 2      | 2ª         | 9       |
| 1985–86 | 2      | 2ª         | 13      |
| 1986–87 | 2      | 2ª         | 13      |
| 1987–88 | 2      | 2ª         | 8       |
| 1988–89 | 2      | 2ª         | 17      |
| 1989–90 | 3      | 2ª B       | 2       |

| Sezon   | Poziom | Liga | Miejsce |
| ------- | ------ | ---- | ------- |
| 1990–91 | 3      | 2ª B | 1       |
| 1991–92 | 2      | 2ª   | 6       |
| 1992–93 | 2      | 2ª   | 8       |
| 1993–94 | 2      | 2ª   | 8       |
| 1994–95 | 2      | 2ª   | 6       |
| 1995–96 | 2      | 2ª   | 14      |
| 1996–97 | 2      | 2ª   | 19      |
| 1997–98 | 3      | 2ª B | 1       |
| 1998–99 | 2      | 2ª   | 20      |
| 1999–00 | 3      | 2ª B | 11      |
| 2000–01 | 3      | 2ª B | 9       |
| 2001–02 | 3      | 2ª B | 1       |
| 2002–03 | 3      | 2ª B | 2       |
| 2003–04 | 3      | 2ª B | 8       |
| 2004–05 | 3      | 2ª B | 11      |
| 2005–06 | 3      | 2ª B | 6       |
| 2006–07 | 3      | 2ª B | 19      |
| 2007–08 | 4      | 3ª   | 1       |
| 2008–09 | 3      | 2ª B | 5       |
| 2009–10 | 3      | 2ª B | 2       |

| Sezon   | Poziom | Liga    | Miejsce |
| ------- | ------ | ------- | ------- |
| 2010–11 | 2      | 2ª      | 3       |
| 2011–12 | 2      | 2ª      | 8       |
| 2012–13 | 2      | 2ª      | 9       |
| 2013–14 | 2      | 2ª      | 3       |
| 2014–15 | 2      | 2ª      | 22      |
| 2015–16 | 3      | 2ª B    | 10      |
| 2016–17 | 3      | 2ª B    | 1       |
| 2017–18 | 2      | 2ª      | 20      |
| 2018–19 | 3      | 2ª B    | 8       |
| 2019–20 | 3      | 2ª B    | 3       |
| 2020–21 | 3      | 2ª B    | 2       |
| 2021–22 | 3      | 1ª RFEF | 9       |
| 2022–23 | 3      | 1ª RFEF | 4       |

- 23 sezony w Segunda División
- 2 sezony w Primera División RFEF
- 23 sezonów w Segunda División B
- 4 sezony w Tercera División
- 1 sezon w Categorías Regionales

## Sukcesy
- Segunda División B

Zwycięzcy (5): 1981/82, 1990/91, 1997/98, 2001/02, 2016/17
- Tercera División

Zwycięzcy (2): 1973/74, 2007/08

## Obecny skład
aktualny na 16 września 2022 r.
| Nr | Poz. | Piłkarz           |
| -- | ---- | ----------------- |
| 4  | PO   | Marc Casadó       |
| 5  | OB   | Álex Zalaya       |
| 6  | OB   | Alpha Diounkou    |
| 7  | NA   | Zacarias Ghailán  |
| 8  | PO   | Álvaro Sanz       |
| 9  | NA   | Roberto Fernández |
| 10 | PO   | Antonio Aranda    |
| 11 | NA   | Estanis Pedrola   |
| 12 | OB   | Román Vega        |
| 13 | BR   | Nil Ruiz          |

| Nr | Poz. | Piłkarz          |
| -- | ---- | ---------------- |
| 14 | PO   | Emre Demir       |
| 15 | OB   | Álvaro Núñez     |
| 16 | NA   | Fabio Blanco     |
| 17 | NA   | Juanda Fuentes   |
| 18 | PO   | Pablo Torre      |
| 19 | PO   | Txus Alba        |
| 20 | PO   | Luismi Cruz      |
| 21 | PO   | Álex Carbonell   |
| 23 | OB   | Pelayo Fernández |
| 25 | OB   | Álex Valle       |
| 30 | NA   | Ilias Akhomach   |
|    | NA   | Arnau Rafús      |

### Piłkarze na wypożyczeniu
| Nr | Poz. | Piłkarz                                            |
| -- | ---- | -------------------------------------------------- |
|    | NA   | Gustavo Maia (w Internacionalu do 31 grudnia 2022) |

### Drużyny młodzieżowe

#### Juvenil A
aktualny na 21 lipca 2022 r.
| Nr | Poz. | Piłkarz         |
| -- | ---- | --------------- |
|    | BR   | Ander Astrálaga |
|    | BR   | Alejandro Ramos |
|    | OB   | Diego Almeida   |
|    | OB   | Arnau Casas     |
|    | OB   | Martin Georgiev |
|    | OB   | Gerard González |
|    | OB   | Álex Valle      |
|    | OB   | Pablo López     |
|    | PO   | Adrià Capdevila |
|    | PO   | Aleix Garrido   |

| Nr | Poz. | Piłkarz        |
| -- | ---- | -------------- |
|    | PO   | Toni Caravaca  |
|    | PO   | Biel Vicens    |
|    | NA   | Xavi Moreno    |
|    | NA   | Ángel Alarcón  |
|    | NA   | Jan Coca       |
|    | NA   | Derek Cuevas   |
|    | NA   | Lamine Yamal   |
|    | NA   | Fabián Luzzi   |
|    | NA   | Víctor Barberá |

#### Juvenil B
aktualny na 21 lipca 2022 r.
| Nr | Poz. | Piłkarz            |
| -- | ---- | ------------------ |
|    | BR   | Antonio Gómez      |
|    | BR   | Aáron Alonso       |
|    | BR   | Diego Kochen       |
|    | BR   | Áron Yaakobishvili |
|    | OB   | Sergi Domínguez    |
|    | OB   | Joan Anaya         |
|    | OB   | Ricard Pulido      |
|    | OB   | Alexis Olmedo      |
|    | OB   | Jan Cololomé       |
|    | OB   | Oriol Palomino     |
|    | OB   | Denis Cruces       |
|    | OB   | Álvaro Cortés      |
|    | OB   | Niko Takahashi     |
|    | OB   | Iker Córdoba       |

| Nr | Poz. | Piłkarz          |
| -- | ---- | ---------------- |
|    | PO   | Gerard Hernández |
|    | PO   | Pau Prim         |
|    | PO   | Javi Alba        |
|    | PO   | Adrian Simon     |
|    | PO   | Jan Molina       |
|    | PO   | Dani Rodríguez   |
|    | PO   | Cristobal Muñoz  |
|    | NA   | Nil Calderó      |
|    | NA   | Arnau Pradas     |
|    | NA   | Antonio Martin   |
|    | NA   | Jorge Espinal    |
|    | NA   | Hugo Alba        |
|    | NA   | Marc Guiu        |

## Sztab szkoleniowy
- Trener – Rafael Márquez
- Asystent trenera – Albert Sanchez
- Trener przygotowania fizycznego – Marc Guitart
- Fizjoterapeuci – Chechu Pérez, Francesc Guilanyà, Jon Álvarez
- Trener bramkarzy – Carles Busquets

## Najlepsi strzelcy
| Ranking | Narodowość | Imię i nazwisko     | Lata      | Gole |
| ------- | ---------- | ------------------- | --------- | ---- |
| 1       | Hiszpania  | Jonathan Soriano    | 2009–2012 | 55   |
| 2       | Nigeria    | Haruna Babangida    | 1998–2004 | 46   |
| 3       | Hiszpania  | Sergio García       | 2002–2004 | 34   |
| 4       | Hiszpania  | Mario Rosas         | 1997–2000 | 30   |
| 5       | Hiszpania  | Joan Verdú          | 2002–2006 | 30   |
| 6       | Hiszpania  | Nolito              | 2008–2011 | 29   |
| 7       | Hiszpania  | Roberto Trashorras  | 1999–2003 | 29   |
| 8       | Kamerun    | Jean Marie Dongou   | 2011–2016 | 29   |
| 9       | Hiszpania  | Thomas Christiansen | 1991–1996 | 28   |
| 10      | Hiszpania  | Jon Bakero          | 1992–1997 | 28   |